# Shandgolictis constans
Shandgolictis constans és una espècie extinta de mamífer carnívor feliforme que visqué a l'Àsia oriental durant l'Oligocè inferior, fa entre 27,3 i 33,9 milions d'anys. Se n'han trobat restes fòssils a la formació de Hsanda Gol (Mongòlia). Es tracta de l'única espècie del gènere Shandgolictis. Era un xic més petit que Viverravus sicarius, amb un pes de menys de 3 kg, i tenia un estil de vida arborícola. El nom genèric Shandgolictis significa ‘mostela de Hsanda Gol’ (basat en la transcripció del nom de la formació al rus), mentre que el nom específic constans significa ‘constant’.